# ボイニツァ
座標: 北緯43度57分 東経22度32分 / 北緯43.950度 東経22.533度

ボイニツァ
Бойницаボイニツァ ブルガリア内のボイニツァの位置

ボイニツァ（ブルガリア語:Бойница / Boynitsa）はブルガリア北西部の町、およびそれを中心とした基礎自治体。ヴィディン州に属する。ヴィディンに隣接し、ブルガリアの首都ソフィアまでは250キロメートルである。また、セルビア国境に隣接している。ボイニツァとはブルガリア語で矢狭間を意味しており、「boy」はスラヴ語では戦いに関連する語として共通して見られる。

## 町村
ボイニツァ基礎自治体（Община Бойница）には、その中心であるボイニツァをはじめ、以下の町村（集落）が存在している。
- Бойница
- Бориловец
- Градсковски колиби
- Каниц

- Периловец
- Раброво
- Шипикова махала
- Шишенци